# Gilletellus porculus
Gilletellus porculus är en skalbaggsart som beskrevs av Karl Henrik Boheman 1857. Gilletellus porculus ingår i släktet Gilletellus och familjen bladhorningar. Inga underarter finns listade i Catalogue of Life.